# Мегленски Власи
Мегленски Власи или Меглено-власи (меглено-влашки: Vlashi, Vlaheshte; грч. Βλαχομογλενίτες []) су мала источнороманска етничка скупина, чија је матица област Меглен у Грчкој. Меглен је етно-географска област која се налази се у северном делу грчке периферије Средишња Македонија уз границу са Северном Македонијом.
Мегленски Власи живе у префектурама Пела и Кукуш у Грчкој, и у селу Хума, у Северној Македонији. За разлику од своје влашке браће Цинцара, Каракачана и Фаршериота, они нису никада били номадски сточари, него седелачки сељаци који живе од пољопривреде. Део Мегленских Влаха је исламизиран у 18. веку. Сматра се да их има између 12.000 и 20,000.
Они говоре источнороманским језиком који се зове меглено-влашки βλαχομογλενίτικα или μογλενίτικα на грчком.
Мегленски Власи нису признати ни у Грчкој, ни у Северној Македонији и сматра се да су, углавном, асимилирани у обе државе. Тачно порекло Мегленских Влаха није познато, а постоји неколико теорија. Претпоставља се да се ради о некој старијој етничкој групи Балкана која је романизована. Претпоставља се да међу овом групацијом има примеса Словена или Печењега, а и у самом језику има утицаја словенских језика.
Године 1900, регион Ђевђелија, у коме је живело највише Мегленских Влаха, имао је 49,315, од тога су 20,643 Словени, 14,900 Турци, 9,400 хришћански Цинцари и Мегленски Власи, 3,500 муслимански Мегленски Власи, 655 Роми, и 187 Черкези.
Већина Мегленских Влаха су православне вероисповести, а један број их је исламизиран. Они су се преселили у европски део Турске 1923. године на основу договора између Грчке и Турске о разммени становништва. У Турској су познати као Карађовалидес, што долази од од Карађова (турски назив за Меглен). 1926. године, око 450 породица Мегленских Влаха преселило се у Румунију и настанило се у јужној Добруџи.
Након што је Бугарска поново освојила Јужну Добруџу 1940. године, Мегленски Власи су се преселили у друге делове у Румунији, а многи од њих су се населили у северној Добруџи. 270 породица Меглено-влаха и 158 породица Цинцара настанило у овом делу Румуније између 1940. и 1948. године.
Током 1947. и 1948. године, нове комунистичке власти депортовале су 40 мегленских породица у суседне жупаније и у Банат, а само мали број њих се вратио у Добруџу. Данас има свега 1,200 говорника меглено-влашког. Други талас Мегленаца је емигрирао у Румунију и друге земље током Другог светског рата и Грчког грађанског рата, због тешких борби у региону Меглена. Веома мали број је остао да живи у Банату.